# Friedensbund der Kriegsteilnehmer
Der Friedensbund der Kriegsteilnehmer (FdK) war eine überparteiliche, pazifistische und antimilitaristische Organisation ehemaliger deutscher Soldaten des Ersten Weltkriegs in der Weimarer Republik. Er existierte von 1919 bis 1927 und hatte in seiner Blütezeit 1921 etwa 30.000 eingetragene Mitglieder.

## Gründung
Der FdK wurde am 2. Oktober 1919 in Berlin von linksrepublikanischen Intellektuellen ins Leben gerufen. Initiatoren waren der Journalist Karl Vetter, damals Redakteur der Berliner Volks-Zeitung, sowie Carl von Ossietzky und Kurt Tucholsky, die ebenfalls für diese Zeitung Artikel schrieben. Gründungsmitglieder waren die Wissenschaftler und Pazifisten Emil Julius Gumbel und Georg Friedrich Nicolai, der Buchhändler und Pazifist Otto Lehmann-Rußbüldt sowie der ehemalige Offizier Willy Meyer.
In der Berliner Volkszeitung erschien am 19. Oktober 1919 ein Gründungsaufruf des Bundes:
Der Weltkrieg ist vorbei. Wenn er einen Sinn gehabt haben soll, kann es nur der gewesen sein, die Völker über den Aberwitz bewaffneter Auseinandersetzungen zu belehren. Auch solche gigantischen Lehren werden jedoch rasch vergessen. Es gilt, die Erinnerung an die Leiden, das Blut, den Schmerz, das unterdrückte Menschentum wachzuhalten. Vor allem müssen sich die Kriegsteilnehmer hierfür einsetzen. Sie wissen, was ‹Krieg› heißt. Sie müssen daher mit allen Mitteln gegen den Krieg und für den Frieden kämpfen.
Kriegsteilnehmer aller Länder – vereinigt euch! […]
Die Stimme der Millionen Kriegsteilnehmer, ihre sozialen und, vor allem, ihre ideellen Forderungen müssen gehört werden; die Kriegsteilnehmer sind die Berufensten, in den Dingen des Krieges mitzureden.
Kriegsteilnehmer, Kameraden, kommt daher zu uns als Mitstreiter gegen Gewaltherrschaft und Völkerfrevel, gegen Chauvinismus und Politik, die für den Nutzen einzelner kostbarstes Blut aufs Spiel gesetzt hat.
Krieg dem Kriege!

## Ziele
Der FdK wollte die Generation der deutschen Kriegsteilnehmer über Parteigrenzen und militärische Dienstgrade hinweg zu einem pazifistischen und antimilitaristischen Engagement bewegen und auf das Ziel des Weltfriedens und der Beseitigung der Kriegsursachen verpflichten. Er setzte sich daher national wie international für die Kriegsdienstverweigerung, einen Generalstreik im Falle eines drohenden Krieges, die Abschaffung bzw. Nichtwiedereinführung der allgemeinen Wehrpflicht und die allmähliche Auflösung aller stehenden Armeen ein.
Ferner befürwortete er die Einrichtung eines Völkerbundes als Völkerparlament und Staatenbund, dem die obligatorische Schlichtung zwischenstaatlicher Konflikte übertragen werden sollte. Innenpolitisch sollte eine Friedenserziehung, die Sicherung der allgemeinen Wohlfahrt, der individuellen Menschenrechte und sozialen Gerechtigkeit die Parlamentarische Demokratie festigen und so einen neuen Krieg verhüten. Damit wollte er auch ein Gegengewicht zu militaristischen und antidemokratischen Organisationen wie dem Stahlhelm, Bund der Frontsoldaten schaffen.
Eine erste öffentliche Kundgebung des Bundes fand am 14. Dezember 1919 im Lehrervereinshaus Berlin statt. Zahlreiche Soldaten der Reichswehr, vor allem solche, die im Baltikum gekämpft hatten, versuchten die Versammlung zu stören.

## „Nie-wieder-Krieg“-Bewegung

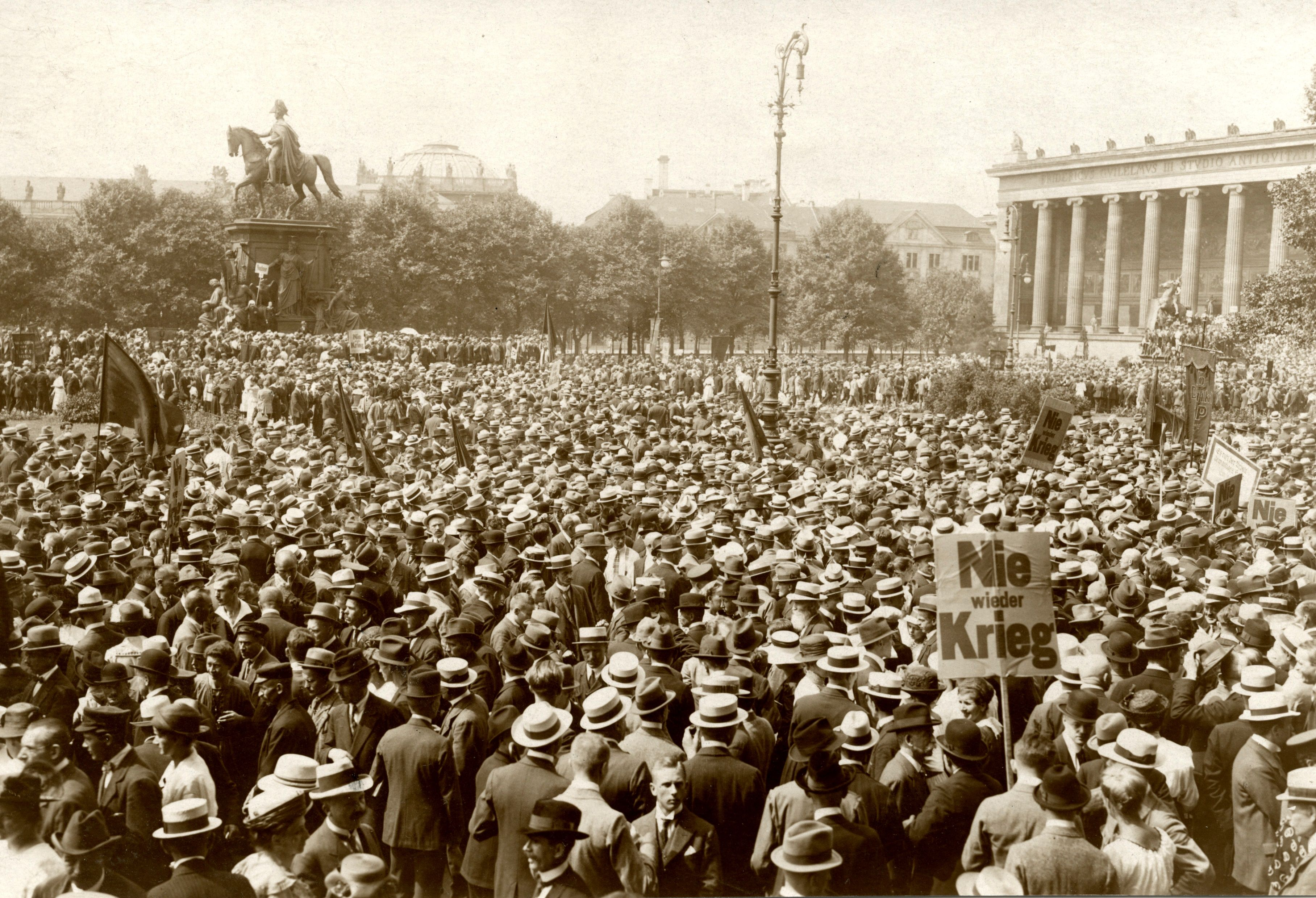
Lustgarten (1921)

Vom FdK ging die Initiative zur Gründung der Nie-wieder-Krieg-Bewegung der Weimarer Zeit aus: Der Aktionsausschuss mit dem Leitmotto „Nie wieder Krieg!“ konstituierte sich am 1. Juli 1920 unter dem Vorsitz des FdK. Er organisierte die jährlichen Großdemonstrationen des Antikriegstages, denen sich zahlreiche andere pazifistische Organisationen anschlossen. Dadurch erhielten diese Veranstaltungen großen Zulauf. Zur ersten Kundgebung dieser Art am 1. August 1920 kamen rund 15.000 Demonstranten, im folgenden Jahr beteiligten sich sogar 200.000 Menschen im Berliner Lustgarten an dieser Aktion. Sie wurde auch von den Gewerkschaften und der SPD unterstützt. In gesamten Deutschen Reich nahmen rund 500.000 Demonstranten an diesen Friedenskundgebungen teil.
Bei der Kundgebung am 1. August 1922 wurde erstmals Tucholskys Antikriegsgedicht „Drei Minuten Gehör“ vorgetragen, das mit den Zeilen endet:
Keine Wehrpflicht! Keine Soldaten!

Keine Monokel-Potentaten!

Keine Orden! Keine Spaliere!

Keine Reserveoffiziere!

Ihr seid die Zukunft!

    Euer das Land!

Schüttelt es ab, das Knechtschaftsband!

Wenn ihr nur wollt, seid ihr alle frei!

Euer Wille geschehe! Seid nicht mehr dabei!

Wenn ihr nur wollt: bei euch steht der Sieg!

– Nie wieder Krieg –!
(Theobald Tiger: „Drei Minuten Gehör“, in: Republikanische Presse, 29. Juli 1922, Nr. 6)
Zu den Unterstützerinnen der Bewegung gehörte Helene Stöcker, die in ihrer Monatsschrift Die Neue Generation von den Demonstrationen im In- und Ausland berichtete und mit Artikeln die pazifistischen Ziele beförderte.

## Struktur und Zerfall
Der FdK bildete zwischen 1919 und 1921 ein Netz zahlreicher, relativ selbstständig agierender Ortsgruppen, die 1921 über etwa 30.000 nominelle Anhänger verfügten. Damit war der FdK neben den traditionellen pazifistischen Organisationen – vor allem Deutsche Friedensgesellschaft und Internationale Liga für Menschenrechte – die größte Gruppe der deutschen Friedensbewegung der frühen Weimarer Zeit. Die Ortsgruppen arbeiteten oft eng mit Gewerkschaften und anderen Organisationen der Arbeiterschaft zusammen. Sie suchten und pflegten Kontakte zu Kriegsteilnehmern ehemaliger Feindstaaten.
Nach der Spaltung der USPD 1922, deren Ziele viele FdK-Mitglieder nahestanden, zerstritten sich viele der Ortsgruppen untereinander, so dass der FdK zerfiel. Er wurde zwar im selben Jahr neu gegründet, verfügte aber fortan nur noch über etwa 700 bis 750 Mitglieder und trat nur noch selten öffentlich hervor. 1927 wurden seine noch bestehenden Untergruppen, darunter der rheinisch-westfälische Verband der Kriegsgegner mit Sitz in Solingen, in das Deutsche Friedenskartell aufgenommen.

## Einzelbelege
1. ↑  zitiert mit Originalhervorhebungen nach: Kurt Tucholsky: Gesamtausgabe. Texte und Briefe. Band 3, Reinbek 1999.
2. ↑  Bericht im Berliner Tageblatt vom 15. Dezember 1919 "Eine stürmische Versammlung von Kriegsteilnehmern".
3. ↑  Reinhold Lütgemeier-Davin u. Kerstin Wolff: Lebenserinnerungen von Helene Stöcker. Köln: Böhlau, 2015, S. 326.
4. ↑  Artikel Friedensbund der Kriegsteilnehmer, in: Hermes Handlexikon: Die Friedensbewegung, ECON, Düsseldorf 1983, S. 138f.